# Sozialcharakter
Mit Sozialcharakter oder (in der Literatur häufiger verwendet) Gesellschaftscharakter (social character), einem Grundbegriff der analytischen Sozialpsychologie von Erich Fromm, ist die gesellschaftliche Formierung der Charakterstruktur der Menschen einer Gesellschaft, eines sozialen Milieus oder einer Bezugsgruppe entsprechend ihrer Lebensweise und der gesellschaftstypischen Erwartungen und Funktionserfordernisse hinsichtlich sozial angepassten Verhaltens gemeint.

## Einordnung
Fromm versuchte früher als Vertreter der Frankfurter Schule als auch in seiner späteren Laufbahn, die Ideen von Psychoanalyse und Gesellschaftswissenschaft (Soziologie aus marxistischer Sicht) unter Betonung des Humanismus zu vereinen (vgl. Psychoanalyse und Ethik). Die gesellschaftliche Bedingtheit der Psyche wird in vielen seiner Schriften deutlich – speziell zum Gesellschaftscharakter sei hierzu Jenseits der Illusionen aus dem Jahre 1962 genannt.
Empirische Untersuchungen erfolgten sowohl kurz vor der Machtergreifung in der Weimarer Republik in Form der Studie Arbeiter und Angestellte am Vorabend des Dritten Reiches. Allerdings kann diese Studie noch als experimentell anlegter Vorläufer angesehen werden. Eine ausführliche Übersicht zu einem Theoriestand des Gesellschaftscharakters findet sich in dem Buch Die Furcht vor der Freiheit im Anhang Charakter und Gesellschaftsprozeß. Eine spätere weitaus aufwendiger gestaltete empirische Untersuchung erfolgte Jahrzehnte später zusammen mit Michael Maccoby über den Gesellschafts-Charakter eines mexikanischen Dorfes.
Für die heutige Gesellschaft dachte Fromms letzter Assistent und Nachlassverwalter Funk das Konzept weiter. So sei neben dem Marketing-Charakter mittlerweile eine Ich-Orientierung neu hinzugekommen. Später untersuchte er speziell die dazugehörigen Aspekte der Entgrenzung, die für den postmodernen Menschen kennzeichnend ist. Entgrenzung bedeutet unter anderem, „selbstbestimmt eine Wirklichkeit her[zu]stellen, die keine Grenzen kennt“; dies bedeute im Leben solcher Menschen Entkopplung und Individualisierung, welche Begrenztheiten und Bindungen jeglicher Art möglichst auszublenden und zu vermeiden versucht. Auch bei der postmodernen Entgrenzung spielt die (Sozio-)Ökonomie eine entscheidende Rolle.

## Ansatz

Grafische Darstellung des Gesellschaftscharakters

### Vermittlungsinstanz
Die orthodoxen Marxisten glaubten, dass die ökonomische Basis den ideologischen Überbau (Werte, Ideen usw. einer Sozietät) direkt bestimmt (siehe hierzu: Basis und Überbau). Fromm fehlte ein vermittelndes Element, „wie die ökonomische Basis in den ideologischen Überbau übersetzt“ werde. Fromm versuchte sowohl theoretisch als auch empirisch zu zeigen, dass diese Vermittlung über den Gesellschafts-Charakter und über das gesellschaftliche Unbewusste geschieht.

### Charakterlehre
Im Allgemeinen vertritt Fromm eine Charakterlehre, die auf der von Freud gründet (siehe hierzu Charakterorientierung und Psychoanalyse und Ethik).
Während der Individualcharakter die unverwechselbare Reichhaltigkeit der Charakterstruktur eines Individuums bezeichnet, ist mit dem Gesellschaftscharakter die den Menschen einer Gesellschaft gemeinsame sozial signifikante Kernstruktur des Charakters gemeint:

„Unter „Gesellschafts-Charakter“ verstehe ich den Kern einer Charakterstruktur, den die meisten Mitglieder einer Kultur gemeinsam haben im Gegensatz zum individuellen Charakter, in dem sich die der gleichen Kultur angehörenden Menschen voneinander unterscheiden. [...]“

Der Gesellschaftscharakter ist vor allem funktionell und nicht essentialistisch gemeint; es geht Fromm ausdrücklich um die Struktur der Gesellschaft, die z. B. in bestimmten geschichtlichen Perioden relativ festgelegt ist, sich aber auch verändern kann.
Der Charakter einer Gesellschaft bestimmt die Motivation seiner Mitglieder:

„Die Funktion des Gesellschafts-Charakters besteht darin, die Energien der Mitglieder dieser Gesellschaft so zu formen, dass ihr Verhalten nicht von ihrer bewussten Entscheidung abhängt, ob sie sich an das gesellschaftliche Modell halten wollen oder nicht, sondern dass sie sich so verhalten wollen, wie sich verhalten müssen und dass es ihnen zugleich eine Befriedigung gewährt, sich den Erfordernissen der Kultur entsprechend zu verhalten. [...]“

Demzufolge wirkt das, was gesellschaftlich üblich ist, als „natürlich“ und „selbstverständlich“ für die Menschen innerhalb der jeweiligen Sozietät oder Gesellschaftsschicht. Der Sozialcharakter ist identisch mit der Modalpersönlichkeit oder Grundpersönlichkeit.
Erich Fromm hebt die sozialen Notwendigkeiten hervor, die in der jeweiligen Gesellschaft von den Gesellschaftsmitgliedern befolgt werden müssen. Damit eine Gesellschaft adäquat funktioniert, müssen ihre Mitglieder einen Charakter erwerben, der sie in die Lage versetzt, das zu tun, was sie tun müssen. In einer autoritär strukturierten Gesellschaft wird zum Beispiel von den Menschen erwartet, dass sie hochmotiviert und beflissen sind, ihre Zeit und Energie in die Arbeit zu investieren, dass sie sich einer Hierarchie unterordnen und selbstlos die an sie herangetragenen Anweisungen erfüllen. In der permissiven Konsumgesellschaft hingegen ist eine Charakter- und Aktivitätsstruktur erforderlich, die die Menschen veranlasst, gern und ausgiebig zu konsumieren.
So wird die Charakterstruktur eines jeden Menschen dahingehend ausgerichtet, dass er in der jeweiligen Gesellschaft die an ihn gerichteten Erwartungen quasi freiwillig erfüllen kann. Er entwickelt Charakterzüge, die ihn von Menschen unterscheidet, die in anderen Gesellschaften leben. Mit dieser Blickrichtung zeigt sich Fromm nicht an den Eigenheiten interessiert, durch die sich die einzelnen Personen voneinander unterscheiden, sondern er fragt nach den Gemeinsamkeiten, die in den psychologischen Reaktionen der Mitglieder einer Bezugsgruppe erkennbar werden, und untersucht den Teil ihrer Charakterstruktur, der den meisten Mitgliedern dieser Gruppe gemeinsam ist. Diesen gemeinsamen Kern im Charakter bezeichnet Fromm als Sozialcharakter. Die Formung des Sozialcharakters findet in den meisten Gesellschaften auf Kosten der Spontaneität und Freiheit des einzelnen Gesellschaftsmitgliedes statt.

### Erwerb
Der Gesellschaftscharakter wird wesentlich in der Familie als „Agentur der Gesellschaft“ erworben. Der Sozialcharakter entsteht nach Fromm in der Interaktion von sozioökonomischer Gesellschaftsstruktur und psychischer Struktur und ermöglicht es, die menschlichen Energien als gesellschaftliche Produktivkraft zu nutzen.

## Vergleichbare Konzepte
- Ein vergleichbares, davon abweichendes Konzept entwickelte später Pierre Bourdieu mit dem soziologischen Begriff des Habitus.
- Weiterhin ist im Bezug auf Differenzen zwischen Kultur und Fortschritt die Theorie der kulturellen Phasenverschiebung von William Ogburn erwähnenswert; vergleiche auch Soziale Trägheit versus Sozialer Wandel.
- Eine soziologische Theorie, die sich auf allgemeine Ansätze Fromms beruft, ist die der Resonanz von Hartmut Rosa. Dort werden etwa die Resonanzachsen und -sphären und die Rahmenbedingungen von Weltbeziehung, Entfremdung und Resonanz als gesellschaftlich bedingt interpretiert.